# 吉川祐太
吉川 祐太（よしかわ ゆうた、1981年2月21日 - ）は、日本の元プロレスラー。

## 経歴
- 獨協大学在学中に格闘探偵団バトラーツのアマチュアジム「B-CLUB」を経てバトラーツに入門。
- 2005年9月18日、バトラーツ桂スタジオ大会の原学戦でデビュー。
- 2010年2月7日、バトラーツイサミレッスル武闘館大会で引退試合が行われた。

## 得意技
閂スープレックス
バズソーキック
仰向けになった相手の上半身を起こして相手の左側頭部を振り抜いた右足の甲で蹴り飛ばす。
各種キック